# Каменц (район)
Каменц (нем. Kamenz) — бывший район в Германии.
Центр района — город Каменц. Район входил в землю Саксония. Подчинён был административному округу Дрезден . Занимал площадь 1334,73 км². Население 149 420 чел. Плотность населения 112 человек/км².
Официальный код района 14 2 92.
Район подразделяется на 33 общины.

## Города и общины
Города
1. Бернсдорф (Верхняя Лужица) (6 584)
2. Эльстра (3 148)
3. Гросрёрсдорф (7 302)
4. Каменц (18 177)
5. Лаута (9 988)
6. Кёнигсбрюк (4 690)
7. Пульсниц (6 580)
8. Радеберг (18 776)
9. Виттихенау (6 261)

Объединения общин
Управление Бернсдорф
Управление Гросрёрсдорф
Управление Каменц-Шёнтайхен
Управление Кёнигсбрюк
Управление Пульсниц
Общины
1. Арнсдорф (4 910)
2. Бретниг-Хаусвальде (3 221)
3. Кроствиц (1 172)
4. Эльстерхайде (3 981)
5. Гроснаундорф (1 086)
6. Хазельбахталь (4 648)
7. Лаусниц (2 095)
8. Лихтенберг (1 720)
9. Лоза (6 112)
10. Небельшюц (1 255)
11. Нойкирх (1 776)
12. Оберлихтенау (1 511)
13. Охорн (2 550)
14. Осслинг (2 609)
15. Оттендорф-Окрилла (10 164)
16. Паншвиц-Кукау (2 207)
17. Рэкельвиц (1 253)
18. Ральбиц-Розенталь (1 822)
19. Шёнтайхен (2 393)
20. Швепниц (2 814)
21. Шпрееталь (2 233)
22. Штайна (1 824)
23. Вахау (4 518)
24. Видниц (1 175)